# Kalappanaickenpatti
Kalappanaickenpatti è una suddivisione dell'India, classificata come town panchayat, di 10.282 abitanti, situata nel distretto di Namakkal, nello stato federato del Tamil Nadu. In base al numero di abitanti la città rientra nella classe IV (da 10.000 a 19.999 persone).

## Geografia fisica
La città è situata a 11° 20' 16 N e 78° 14' 32 E.

## Società

### Evoluzione demografica
Al censimento del 2001 la popolazione di Kalappanaickenpatti assommava a 10.282 persone, delle quali 5.162 maschi e 5.120 femmine. I bambini di età inferiore o uguale ai sei anni assommavano a 845, dei quali 454 maschi e 391 femmine. Infine, coloro che erano in grado di saper almeno leggere e scrivere erano 6.394, dei quali 3.703 maschi e 2.691 femmine.